# 結束バンド
結束バンド（けっそくバンド、cable tie）は、電線などを結束・固定するための資材。

## 概要

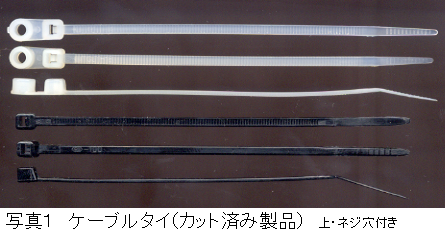

電線・ケーブル類やワイヤーハーネスの結束や固定などに用いるもので、電気工事の他パソコンなど電子機器内のケーブルの結束にも使用される。
1956年、アメリカ合衆国のロバート・ローガンがボーイングの航空機製造施設を見学している時に考え付いたもので、1958年にナイロン製の結束バンドTy-Rap（タイラップ）の特許が申請された。
このタイラップのブランドで販売されたものの他にも、イギリスのインシュロイド社（現・ヘラマンタイトン社）がインシュロック（INSULOK）のブランドで製造・販売したものが日本へと輸入・販売され、さらに日本国内で製造された際にもブランド名をそのまま使用したことから、こうしたブランド名が一般名称化して広く使われており、他には英語の一版名称である"Cable Tie"に由来する「ケーブルタイ」や「結束帯」「配線バンド」などと呼ばれることもある。
バンドの片端にロック用部品がついており（写真1）、これに反対側の端を通して結束する。バンドには歯状のノッチがついているため、一度ロック用部品を通した部分は逆には戻らず、緩まない。結束した後余った部分をニッパーなどで切断する。また構造上ロック部とバンド部は同じ型の製品であれば繋ぐことができる。
なお、一般的な製品の場合には一旦結束すると取り外せないが、ロックを外して繰り返し使用できるものもある。
日本においては1969年（昭和44年）頃から普及し始めたが、広く使われるようになると電気工事において破断などのトラブルが増加。調査によって製品そのもののほか施工方法などの問題が判明したため、電気設備学会によって製品と施工方法について規格化されている。

### その他の利用

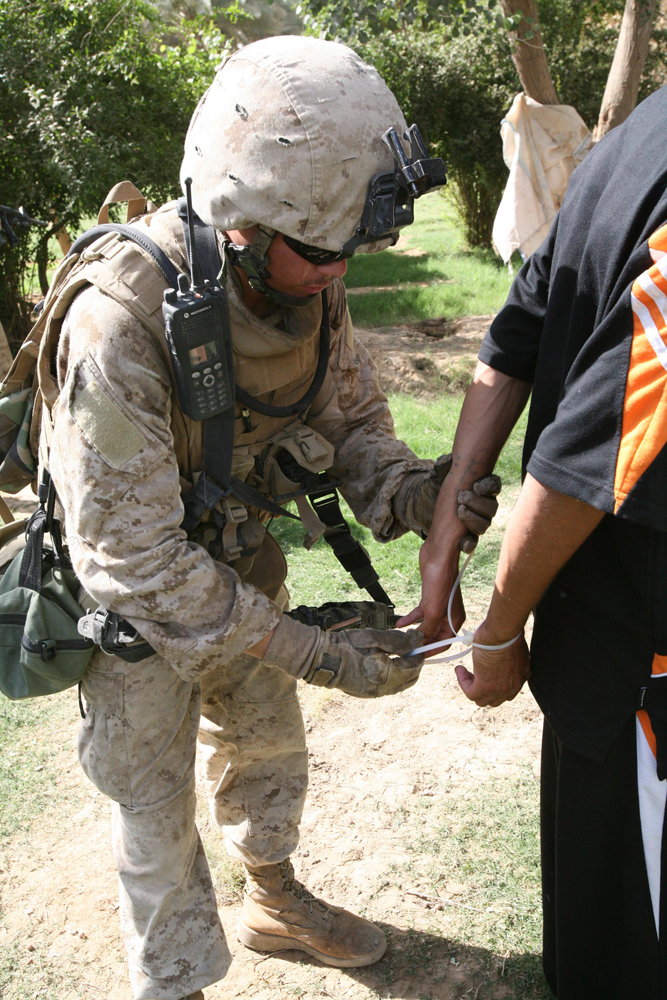
イラクで反乱分子に対して結束バンドを用いた手錠プラスティック・ハンドカフを使うアメリカ海兵隊員

結束したら元に戻らないという性質を利用して、手錠のような拘束具の代用品としても利用される。兵士や警察官がベルト回りや装備ベストに複数のケーブルタイをぶら下げていることがある。これは金属製のものよりも安価で軽く何本も携帯でき、暴動やテロリストによる立てこもり事件などで複数人を拘束する際に便利なためである。ただし結束バンドは材質全体がポリマーからできているので工夫して壊れやすいロック機構に集中して力を加えることで簡単に外すことが可能である。
また、装具の仮固定といった他の用途にも使うことができる。拘束を解く場合はナイフなどで切断する。